# U.S. National Championships 1887
Gli U.S. National Championships 1887 (conosciuti oggi come US Open) sono stati la 7ª edizione degli U.S. National Championships e seconda prova stagionale dello Slam per il 1887. Il singolare maschile si è disputato al Newport Casino di Newport, il doppio maschile all'Orange Tennis Club di Mountain Station, il torneo femminile al Philadelphia Cricket Club di Filadelfia, negli Stati Uniti.
Il singolare maschile è stato vinto dallo statunitense Richard Sears, che si è imposto sul connazionale Henry Slocum in tre set col punteggio di 6–1, 6–3, 6–2. Il singolare femminile è stato vinto dalla statunitense Ellen Hansell, che ha battuto in finale in due set la connazionale Laura Knight. Nel doppio maschile si sono imposti Richard Sears e James Dwight, in quello misto la vittorie è andata L. Stokes, in coppia con Joseph Clark.

## Seniors

### Singolare maschile
Richard Sears ha battuto in finale  Henry Slocum con il punteggio di 6–1, 6–3, 6–2.

### Singolare femminile
Ellen Hansell ha battuto in finale  Laura Knight con il punteggio di 6–1, 6–0.

### Doppio maschile
Richard Sears /  James Dwight hanno battuto in finale  Howard Taylor /  Henry Slocum con il punteggio di 6–4, 3–6, 2–6, 6–3, 6–3.

### Doppio misto non ufficiale
L. Stokes /  Joseph Clark hanno battuto in finale  Laura Knight /  E. D. Faries con il punteggio di 7–5, 6–4.